# Chiesa di San Lorenzo Martire (Ghisalba)
La chiesa di San Lorenzo Martire è un luogo di culto cattolico di Ghisalba, citata già nel 516 come pieve. L'importanza di questo luogo sacro si ritrova nel nome del paese: "Ecclesia Alba significa infatti «chiesa bianca»".

## Storia e descrizione
La chiesa sorse tra il 1821 e il 1834 sui resti di un'antica pieve del V secolo. La pieve era stata edificata su di un tempio pagano dedicato al dio Giove. La chiesa è una delle prime elevate a dignità di collegiata mitrata di Bergamo. La sua fondazione viene attribuita al conte Amando, morto martire il 15 aprile 516, come riportava un'epigrafe. L'antico edificio era circondato dalle mura del castello e accessibile solo dal ponte levatoio. La loro costruzione aveva uno scopo difensivo e risale al periodo del Medio Evo. La chiesa viene indicata dagli atti della visita pastorale di san Carlo Borromeo come prima dignitas in diocesiì. L'aula a navata unica presentava affreschi e decorazioni con il soffitto a volta nella parte presbiteriale, accessibile da tre gradini, e lignea con quattro archi nella parte destinata ai fedeli, zona era divisa tra la parte destinata agli uomini da quella delle donne.  Con l'aumento della popolazione ghisalbese, la vecchia pieve date le ridotte dimensioni non poteva ospitare tutti gli abitanti. Dopo aver scartato alcune proposte di ampliamento, nel 1820 venne richiesto di riedificare la chiesa con la distruzione di quella antica.
Nel 1822 fu ufficiata la cerimonia della posa della prima pietra con l'inizio dei lavori e il 2 novembre 1834 fu dedicata con il rito della dedicazione a san Lorenzo dal vescovo Carlo Gritti Morlacchi.

## Descrizione
Il progetto, in stile neoclassico, fu redatto dal noto architetto di origine milanese Luigi Cagnola. Egli venne a mancare il 13 agosto 1833 prima che la chiesa fosse conclusa. Di conseguenza, parte degli ultimi lavori sono stati eseguiti malamente e non sotto l'attenta guida di Luigi Cagnola.
La facciata principale del tempio è schermata da un profondo pronao composto da quattordici colonne d'ordine composito, che sorreggono un frontone triangolare.
L'interno è una vasta aula circolare, ispirata al modello del Pantheon di Roma, con la luce che penetra all'interno dall'oculo posto sulla sommità della cupola.
Sulla parete di fondo rispetto all'ingresso si trova l'altare maggiore, progettato dallo stesso Cagnola, con angeli in marmo di Carrara dello sculture Francesco Somaini e l'arca in legno realizzata dall'intagliatore Giuseppe Arrigoni e decorata da Mario Fumagalli.
Lo stesso Somaini lavorò alle otto statue in gesso dei Profeti e degli Evangelisti, ai Cherubini e alle formelle situate sopra le porte delle sagrestie.
Gli affreschi della cupola, in origine, erano del ticinese Francesco Tencalla; nel 1975 fu ridipinta ex novo dal decoratore Angelo Pasinetti. Questi affreschi consistono in rosoni in rilievo.
Gli altari laterali, ornati con statue del Somaini, si devono al disegno dell'architetto Francesco Peverelli, un collaboratore del Cagnola, che proseguì le opere del maestro dopo la sua morte.
Le tre pale che ornano gli altari provengono dalla pieve demolita e sono opere secentesche del pittore bergamasco Gian Paolo Cavagna.
Alcuni aspetti del progetto architettonico di Luigi Cagnola non furono mai realizzati per motivi economici. Tra gli elementi previsti dall'architetto c'erano infatti il rivestimento esterno dell'edificio e i rosoni del pronao che avrebbero dovuto riprendere quelli della cupola.
Il progetto dell'architetto Cagnola non prevedeva la costruzione di una campanile. La nuova chiesa, infatti, fino alla fine dell'Ottocento fu affiancata dalla stessa torre campanaria che si trovava accanto all'antica pieve. Nel 1894 venne per presentata l'idea di un nuovo campanile. La costruzione si concluse nei primi anni del 1900. Oggi, la chiesa è affiancata da un'alta torre campanaria, conclusa, sopra la cella campanaria, da un tempietto circolare che riprende il tema del Monumento coragico di Lisicrate.